# Tryptofanhydroxylas

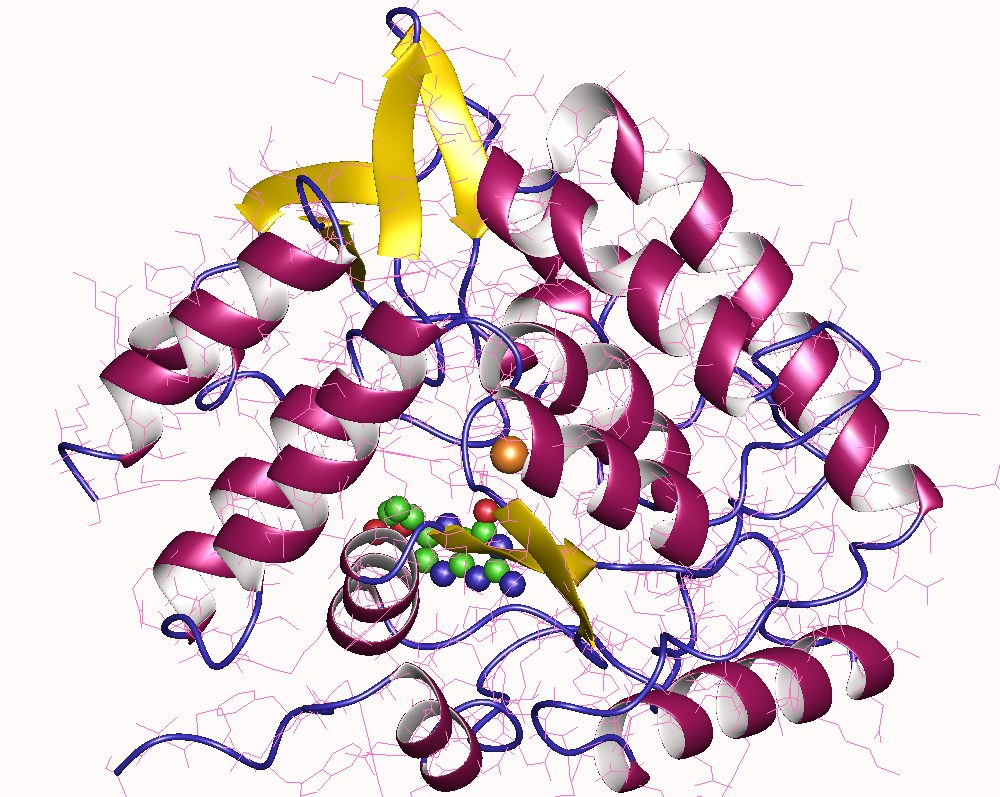

Tryptofanhydroxylas är ett enzym som är involverat i syntesen av serotonin från aminosyran tryptofan. Det verkar genom att addera en hydroxylgrupp på tryptofanmolekylen, vilket bildar 5-HTP, som i sin tur kan omvandlas till serotonin.
Tryptofanhydroxylas är ett av flera enzym som bestämmer serotoninnivåerna hos individer, och olika varianter av genen som kodar för tryptofanhydroxylas är korrelerade till olika personlighetsdrag.
Bland annat har man visat att en genpolymorfism av tryptofanhydroxylas syns oftare hos patienter med borderline personlighetsstörning och benägenhet till aggressivt beteende. 